# 埃斯佩蘭薩 (米西奧內斯省)
埃斯佩蘭薩（西班牙語：Puerto Esperanza），是阿根廷的城鎮，位於該國東北部米西奧內斯省，是伊瓜蘇縣的首府，面積625平方公里，海拔高度185米，2001年人口17,155，人口密度每平方公里25人。